# Fließe 7, Mühlenstraße 5, 6, 6a, 11

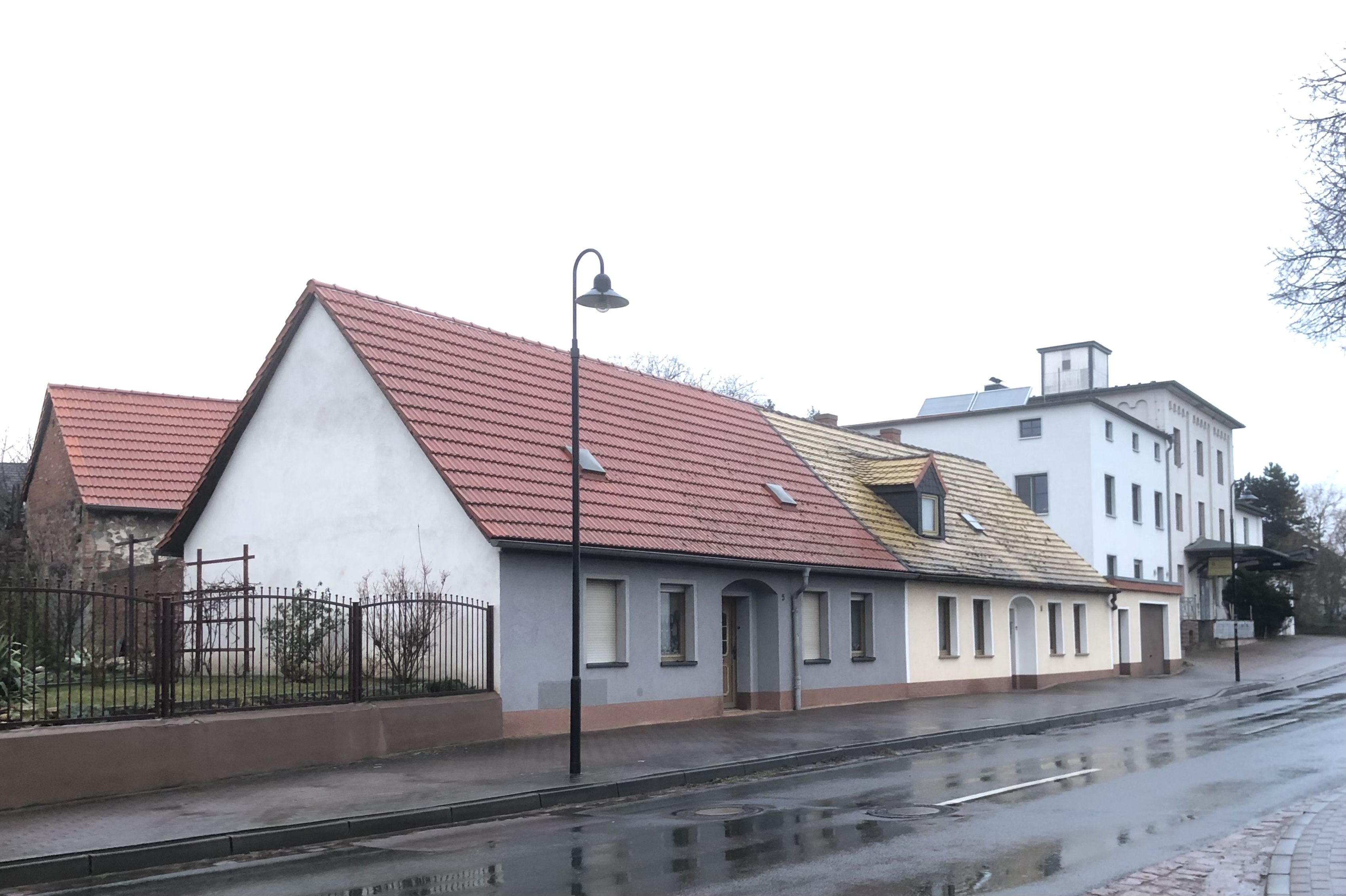
Westseite der Mühlenstraße im Jahr 2022

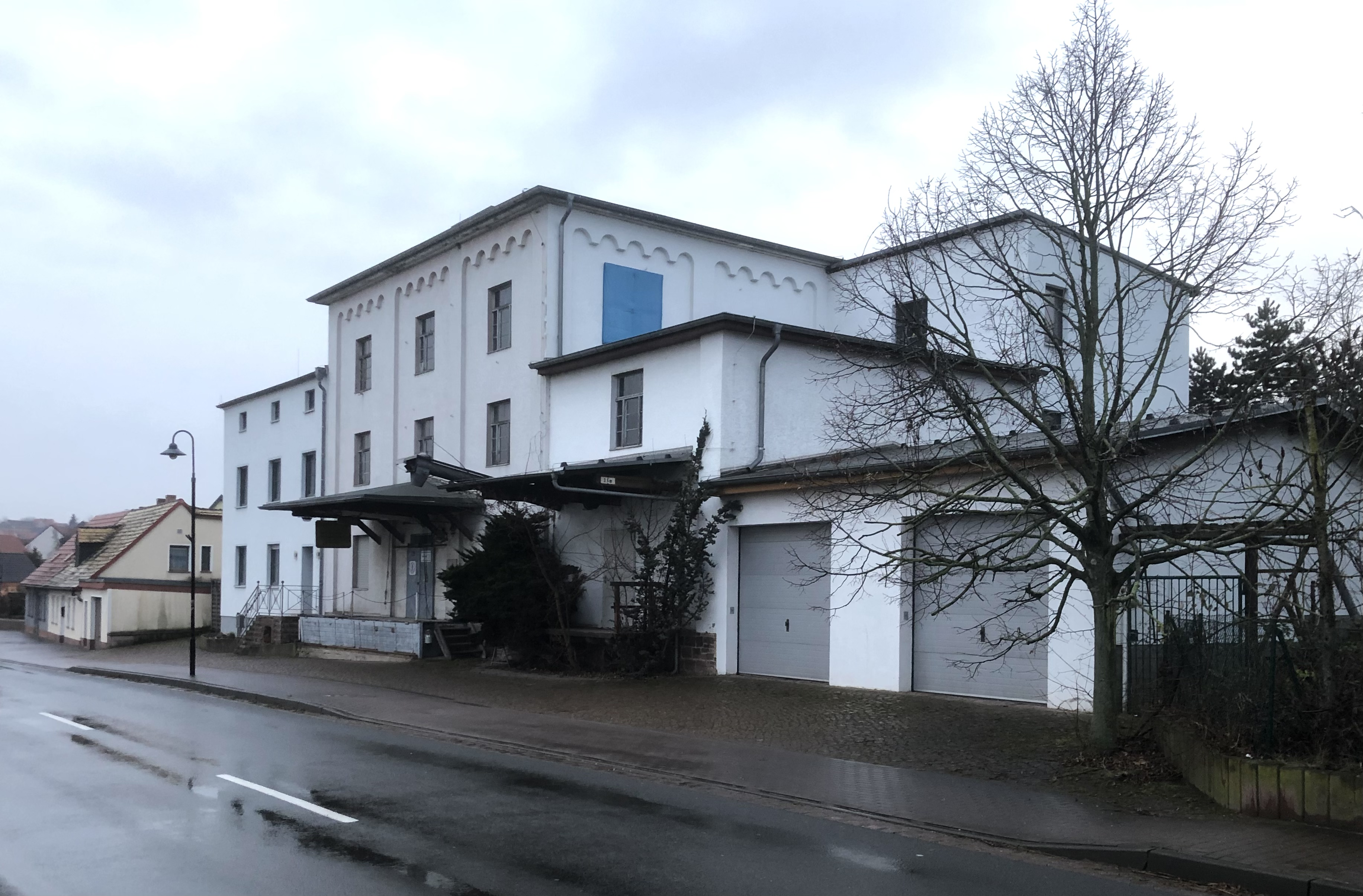
Mühle Freigang

Fließe 7, Mühlenstraße 5, 6, 6a, 11 ist die Bezeichnung eines ehemaligen Denkmalbereichs im Ortsteil Löbejün in der Stadt Wettin-Löbejün in Sachsen-Anhalt. Derzeit (Stand 2022) ist der Gebäudekomplex jedoch nicht mehr als denkmalgeschützt ausgewiesen.

## Lage
Der Denkmalbereich befand sich am nordwestlichen Ortsausgang Löbejüns, nördlich des ehemaligen Mühlentors der Stadt und umfasste eine Häuserzeile auf der Westseite der Straße sowie einen Bereich östlich hiervon an der von der Mühlenstraße nach Nordosten abzweigenden Straße Fließe.

## Architektur und Geschichte
Die einfache ein- bis zweigeschossige Bebauung schließt zum Teil direkt an die historische Stadtmauer an und stammt aus der zweiten Hälfte des 19. Jahrhunderts. Besonders markant ist das aus dem Jahr 1935 stammende Gebäude der Mühle Freigang an der Adresse Mühlenstraße 6a.
Die Mühle Freigang war 1887 als Bockwindmühle errichtet worden. 1935 wurde diese Mühle durch das große noch heute bestehende Gebäude der Motormühle mit angrenzendem Wohnhaus ersetzt. Das dreigeschossige Hauptgebäude der Mühle ist am Gesims mit einem Rundbogenfries verziert. Die Mühle Wilhelm Freigang war bis 2003 in Betrieb. Die Motormühle wurde elektrisch betrieben und diente als Getreidemühle. 1997 wurde jedoch kein Mehl mehr gemahlen, sondern nur noch Futtermittel hergestellt. Die zunehmende Konkurrenz billigerer Anbieter gab den Ausschlag, dass die Mühle nicht von einem jungen Müllermeister der Familie übernommen wurde, als sich der 78-jährige Müllermeister Freigang zur Ruhe setzte. Die Einrichtung der Mühle mit Silos, Mühlstein, Walzenstuhl, Mischmaschine und der Werkstatt blieb erhalten.
Im örtlichen Denkmalverzeichnis war die Häusergruppe noch 2015 unter der Erfassungsnummer 094 55249 als Denkmalbereich verzeichnet. 2020 wurde der Denkmalbereich mit den Adressangaben Fließe 4, 5, 6, 7 und Mühlenstraße 8, 9, 10, 11 geführt. Der Bereich umfasste danach ein enger umgrenztes Gebiet um die Straße Fließe östlich der Mühlenstraße. Im Jahr 2022 wurde der Denkmalbereich im Denkmalinformationssystem des Landes Sachsen-Anhalt nicht mehr geführt.